# Allan Delferriere
Allan Michaël Delferriere (3 maart 2002) is een Belgisch voetballer die bij voorkeur als verdediger speelt.

## Carrière
Delferriere ruilde de jeugdopleiding van KAA Gent in 2019 voor die van Standard Luik. Op 1 mei 2021 maakte hij zijn officiële debuut in het eerste elftal van Standard: in de Play-off 2-wedstrijd tegen KV Oostende (6-2-verlies) viel hij in de 68e minuut in voor Collins Fai. Trainer Mbaye Leye had hem opgemerkt tijdens een wedstrijd met de U18 van Standard. In de vijf resterende competitiewedstrijden kreeg hij nog vier basisplaatsen. 
In het seizoen 2021/22 werd hij samen met Mitchy Ntelo en Lucas Kalala verhuurd aan MVV Maastricht. Op de openingsspeeldag van de Keuken Kampioen Divisie kreeg hij tegen Jong FC Utrecht een basisplaats van trainer Klaas Wels. Een week later kreeg hij tegen De Graafschap een rode kaart nadat hij Johnatan Opoku in de zestien tegen de grond werkte.

## Clubstatistieken
| Seizoen                         | Club             | Land               | Competitie      | Competitie | Competitie | Beker | Beker | Supercup | Supercup | Europees | Europees | Totaal | Totaal |
| Seizoen                         | Club             | Land               | Competitie      | Wed.       | Dlp.       | Wed.  | Dlp.  | Wed.     | Dlp.     | Wed.     | Dlp.     | Wed.   | Dlp.   |
| ------------------------------- | ---------------- | ------------------ | --------------- | ---------- | ---------- | ----- | ----- | -------- | -------- | -------- | -------- | ------ | ------ |
| 2020/21                         | Standard Luik    | Vlag van België    | Eerste klasse A | 5          | 0          | 0     | 0     | —        | —        | 0        | 0        | 5      | 0      |
| 2021/22                         | → MVV Maastricht | Vlag van Nederland | Eerste divisie  | 19         | 0          | 2     | 0     | —        | —        | —        | —        | 21     | 0      |
| Carrière totaal                 | Carrière totaal  | Carrière totaal    | Carrière totaal | 24         | 0          | 2     | 0     | 0        | 0        | 0        | 0        | 26     | 0      |
| Bijgewerkt t/m 26 januari 2022. |                  |                    |                 |            |            |       |       |          |          |          |          |        |        |